# كوكا (حيوان)
كوكا ويسمى بالعربية أيضًا المبتسم وهو حيوان من جنس الستينكويكسات وهو الوحيد من هذا الجنس المتبقي في العالم، ويُعد أحد أشهر الحيوانات المحمية في أستراليا، هو حيوان صغير حجمه يعادل القطة العادية، الكوكا هو حيوان عشبي ونصف ليلي، يمكن العثور عليه في الجزر التي تقع غرب أستراليا وخصوصا في جزيرة روتنيست وكذلك يتواجد في مدينة بيرث ويتواجد كذلك في جزيرة بالد بالقرب من بلدة ألباني، يشتهر هذا الحيوان بشكل فمه المبتسم لذلك يلقب بالمبتسم وهو من الحيوانات المحمية في أستراليا ودرجة بقائه هي غير محصن.

## الاكتشاف
يعتبر الكوكا واحدًا من أوائل الثديات الأسترالية المكتشفة بواسطة الأوروبيين. كتب الملاح الهولندي صامويل فولكيرتزوون عن رؤيته لـ«قط برّي» في جزيرة روتنيست ‏ في الساحل الأسترالي الغربي عام 1658. وبعد ذلك، وتحديدًا في عام 1696، أخطأ القبطان البحري ويليم دي فلامبنج ‏ أيضًا في مشاهدته للكوكا واعتقد أنها جرذان عملاقة وأعطى الجزيرة اسم "Rotte nest" والتي يمكن ترجمتها من الهولندية إلى «عش الجرذان».

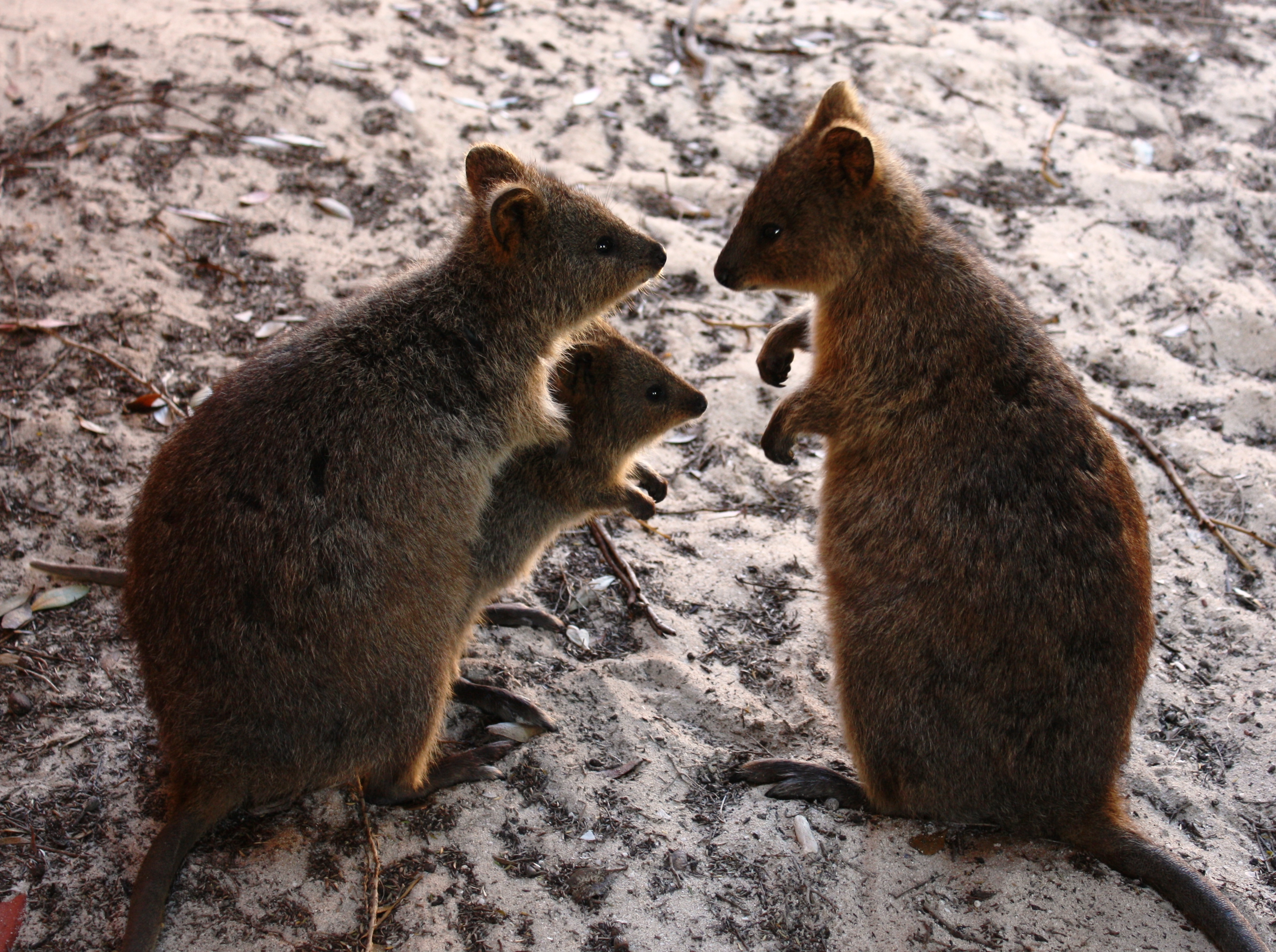
عائلة من الكوكا، جزيرة روتنيست، أستراليا الغربية

## الصفات
يزن الكوكا من 2.5 إلى 5 كيلوجرامات، ويبلغ طوله من 40 إلى 90 سنتيمتر، وطول ذيله بين 25 إلى 30 سنتيمتر ويعتبر بذلك قصيرًا إلى حدٍ ما بالنسبة لماكروبود (عائلة الكنغر). وفي البنيان يعتبر الكوكا بدينًا وقصيرًا ويملك رأسًا عريضة وأذنين دائريتين. وعلى الرغم من أنه يبدو ككنغر صغير جدًا، إلا أنه يستطيع تسلق الأشجار الصغيرة والشجيرات. لديه أيضًا فرو خشن بني يتخلله رمادي ويتدرج إلى البرتقاليّ إلى الأسفل.
لا يخشى الكوكا البشر والمعهود عنه اقترابه منهم، خاصة في جزيرة روتنيست. لكن على الرغم من ذلك، محظور على أي شخص من سكان الجزيرة أن يتعامل معه بأي شكل. وتُدفع غرامة (300 دولار) فرضتها سلطات الجزيرة جزاءً لهذا الفعل. بالإضافة لذلك، فإن الدعاوى القضائية في حالات التعدي أو إلحاق الأذى قد تصل الغرامة بها إلى ألفي دولار.

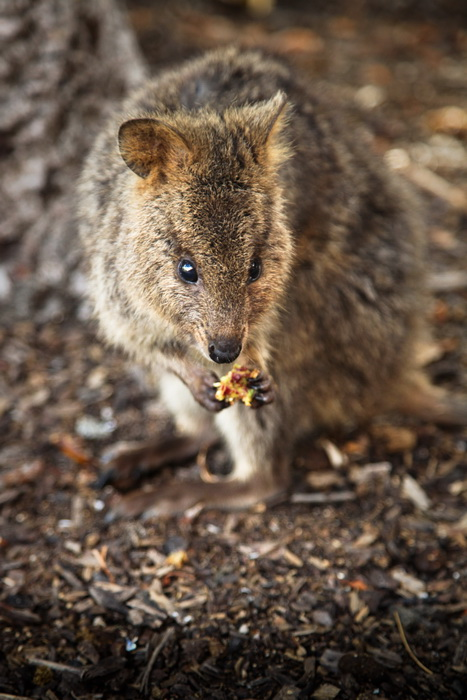

## البيئة
في البرية، منطقة تجوله تعتبر محدودة جدًا في جنوب غرب أستراليا الغربية، بأعداد صغيرة مبعثرة في المنطقة، يوجد تجمع كبير واحد في جزيرة روتنيست وتجمع آخر أصغر في جزيرة بالد بالقرب من ألباني. تخلو هذه الجزر من الثعالب والقطط.
في جزيرة روتنيست، الكوكا متواجدة بصورة كبيرة وتسكن مناطق متنوعة تتدرج بين شجيرات شبه جافة وحدائق مزروعة.

## التعداد
على الرغم من تعددها في الجزر الساحلية الصغيرة؛ لدى الكوكا مناطق محدودة للغاية ومصنفة على أنها غير حصينة (عرضة للهجوم) حيث تُهدَّد حياة الكوكا بواسطة أكثر الأنواع افتراسًا مثل الثعلب، حيث يتطلب الأمر غطاء أرضي كثيف لتنجو، كما أن التوسع الزراعي قد ساعد على تقليص هذا الموطن وبالتالي تناقص هذا النوع، وقُدوم القطط والكلاب مع السكان، بالإضافة إلى الكلب الأسترالي (الدنغو) الذي ضاعف المشكلة.
تلد الكوكا صغيرًا واحدًا غالبًا في المرة الواحدة، ويترعرع صغيرًا واحدًا أيضًا كل عام.